# Щепкин, Михаил Сергеевич
Михаи́л Серге́евич Ще́пкин (род. 20 июля 1986 года, Удельная, Московская область) — российский танцор.

## Биография
Родился 20 июля 1986 года.
В 2008 году окончил Московский государственный университет инженерной экологии.

## Карьера
Щепкину удалось добиться немалых высот — звания танцора класса «М», финалиста и победителя российских и международных турниров, чемпиона России и вице-чемпиона мира по латиноамериканскому шоу среди профессионалов. Есть опыт участия и в турнирах поменьше.
Разное время танцевал с такими, как Алла Новикова, Ирина Самойлова, Наталья Князева.
Представлял клуб «Алеко».
Преподавал в танцевальном клубе «Максимум».
В настоящее время является хореографом, тренером по латиноамериканской программе, руководитель собственного танцевального спортивного клуба. Среди его учеников — финалисты Открытого чемпионата России среди юниоров.

### «Танцы со звёздами»
В 2015 году впервые поучаствовал на проекте в паре с актрисой Екатериной Волковой.
В 2016 году составил пару с актрисой Алисой Гребенщиковой.
В 2021 году танцевал в паре с актрисой Катериной Шпицей. Занял 4-е место.

## Личная жизнь
В июле 2018 года сыграл свадьбу с Татьяной Жилкиной. Провёл медовый месяц в Доминикане.

## Награды
- Чемпион Таиланда[1].
- Финалист чемпионата мира по секвею (2014)[1].
- Вице-чемпион мира по латиноамериканскому шоу среди профессионалов (2017)[2].
- Чемпион России по латиноамериканскому шоу среди профессионалов (2017)[2].
- Танцор «М» класса[2].
- Кандидат в мастера спорта[1].

## Факты
- Танцор назван в честь дедушки по отцовской линии.[значимость факта?]